# Madrid Open 1989
Il Madrid Tennis Grand Prix 1989 è stato un torneo di tennis giocato sulla terra rossa. È stata la 18ª edizione del Madrid Tennis Grand Prix che fa parte del Nabisco Grand Prix 1989. Si è giocato a Madrid in Spagna dall'11 al 17 settembre 1989.

## Campioni

### Singolare
Martín Jaite ha battuto in finale  Jordi Arrese con il punteggio di 6–3, 6–2

### Doppio
Tomás Carbonell /  Carlos Costa hanno battuto in finale  Francisco Clavet /  Tomáš Šmíd con il punteggio di 7–5, 6–3